# Бучумень (Ілфов)
Бучумень, Бучумені (рум. Buciumeni) — село у повіті Ілфов в Румунії. Адміністративно підпорядковане місту Буфтя.
Село розташоване на відстані 16 км на північний захід від Бухареста, 126 км на південь від Брашова.

## Населення
За даними перепису населення 2002 року у селі проживали 2559 осіб.
Національний склад населення села:
| Національність | Кількість осіб | Відсоток |
| -------------- | -------------- | -------- |
| румуни         | 2461           | 96,2%    |
| цигани         | 85             | 3,3%     |
| італійці       | 6              | 0,2%     |
| китайці        | 5              | 0,2%     |

Рідною мовою назвали:
| Мова       | Кількість осіб | Відсоток |
| ---------- | -------------- | -------- |
| румунська  | 2540           | 99,3%    |
| циганська  | 7              | 0,3%     |
| італійська | 6              | 0,2%     |
| китайська  | 5              | 0,2%     |